# Aeroportul Greater Binghamton
Aeroportul Greater Binghamton (IATA: BGM, ICAO: KBGM, FAA LID: BGM) este un aeroport din Maine⁠(d), Comitatul Broome, New York, New York, Statele Unite ale Americii ce deservește zona Binghamton⁠(d). Aeroportul a fost tranzitat în 2019 de 76.182 de pasageri. A fost numit după zona deservită.
Situat la o altitudine de 499 m, aeroportul dispune de 2 piste.

## Infrastructură

### Piste
Aeroportul dispune de 2 piste. Pista 10/28 are suprafața de asfalt și dimensiunile 5.001 picioare × 150 picioare. Pista 16/34 are suprafața de asfalt și dimensiunile 7.304 picioare × 150 picioare. 